# سرگیجه
سرگیجه (به انگلیسی: vertigo) احساسی که در طی آن، فرد مبتلا احساس می‌کند که خود یا محیط اطراف او در حرکت است.
سرگیجه ممکن است کاذب یا واقعی باشد. سرگیجهٔ واقعی می‌تواند به علت مشکلات سیستم عصبی مرکزی مانند سکته مغزی یا گوش داخلی مانند نشانگان منییر باشد.
سرگیجه واقعی به حالت تغییر وضعیت سر وجود دارد که به ان سرگیجه خوش‌خیم وضعیتی(BPPV) می‌گویند.
در سرگیجه وضعیتی شخص با دراز کشیدن و خصوصاً حرکت سر به طرفین دچار سرگیجه شدید می‌شود.

## تعریف
سرگیجهٔ دَوَرانی یا واقعی (vertigo) حالتی است که فرد احساس می‌کند محیط اطرافش به دور سرش در حرکت یا چرخش است یا اینکه محیط اطراف ثابت است اما خودش در حال حرکت یا چرخش است. همین احساس حرکت یا چرخش است که سرگیجه واقعی را از سایر انواع (dizziness) «گیجی یا سبکیِ سر» متفاوت می‌کند. در سبکی سر بیمار احساس عدم تعادل می‌کند اما احساس حرکت وجود ندارد. بیمار می‌گوید سرم گیج رفت یا چشمهایم سیاهی رفت.

## علل سرگیجه

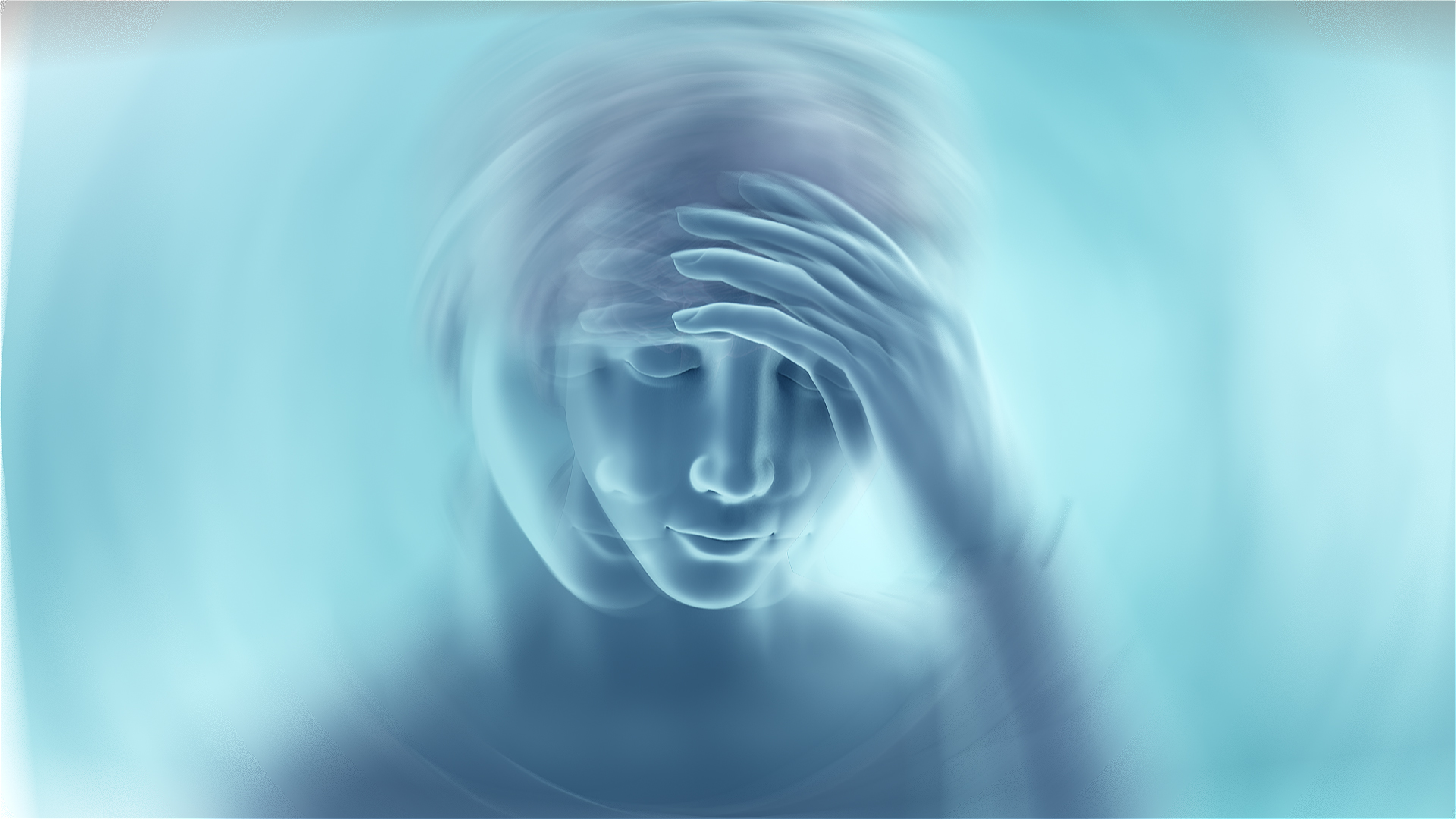
تصویر سه بعدی پزشکی

سرگیجهٔ وضعیتیِ حمله‌ایِ خوش‌خیم شایع‌ترین شکل سرگیجه است. در این حالت با حرکت ناگهانی در یک جهت خاص بیمار دچار سرگیجه شدیدی می‌شود که چندین ثانیه طول می‌کشد و با بی حرکت ماندن بیمار مشکل در مدت کوتاهی برطرف می‌شود. علت این سرگیجه کنده شدن کریستالهایی است که به‌طور طبیعی در گوش داخلی ما وجود دارد. این کریستال‌ها ممکن است به دلیل ضربه به سر یا به‌طور خودبخود از محل خود کنده شوند و در مایعی که گوش داخلی را پر کرده‌است شناور شوند. شناور شدن آن‌ها باعث سرگیجه می‌شود. این ذرات شناور در حین گردش خود به‌طور تصادفی و به تدریج به محلی که کنده شده‌اند می‌چسبند و در نتیجه علائم بیمار به تدریج بهتر می‌شود تا اینکه تمام این ذرات به جای خود بچسبند و علائم کاملاً بهبود یابند. اما باید توجه داشت چسبیدن آن‌ها به جای خود به سفتی و محکمی حالت اولیه خود نیست لذا با ضربات و حرکات فیزیکی نه چندان شدید باز هم این ذرات ممکن است کنده شوند و مجدداً بیمار دچار سرگیجه شود. برای پیشگیری از عود سرگیجه، مبتلایان به سرگیجه وضعیتی حمله‌ای خوش‌خیم باید از حرکات فیزیکی شدید اجتناب نمایند.
سرگیجه ممکن است به دلیل التهاب گوش داخلی که به آن لابیرنتیت گفته می‌شود عارض شود. این نوع سرگیجه به‌طور ناگهانی شروع می‌شود و ممکن است با کاهش شنوایی نیز همراه باشد. شایعترین علت لابیرنتیت عفونت ویروسی یا باکتریایی گوش داخلی است.
نشانگان منییر با سه علامت حمله سرگیجه، وزوز گوش و کم شنوایی مشخص می‌شود. مبتلایان به این بیماری به‌طور ناگهانی دچار سرگیجه شدید، کم شنوایی و وزوز گوش می‌شوند. با گذشت چندین روز علائم برطرف می‌شود و مبتلایان برای مدتی هیچ علامتی ندارند. با گذشت مدت زمان دیگری مجدداً علائم یادشده ظاهر می‌شوند. علت منییر افزایش فشار مایع گوش داخلی است.
نورینوم آکوستیک یک تومور بافت عصبی است که می‌تواند باعث سرگیجه شود. علاوه بر سرگیجه مبتلایان به نورینوم آکوستیک احساس وزوز گوش و کاهش شنوایی یک طرفه نیز دارند.
سرگیجه ممکن است ناشی از کاهش جریان خون به قاعدهٔ جمجمه باشد. خونریزی مخچه با سرگیجه، سردرد، اشکال در راه رفتن و ناتوانی در نگاه کردن به یک سمت مشخص می‌شود. غالباً علامت اولیه در بیماری ام اس نیز سرگیجه است که معمولاً شروع ناگهانی دارد.
ضربه به سر، آسیب گردن، میگرن و مصرف الکل نیز ممکن است منجر به سرگیجه شود. دیابت می‌تواند منجر به تصلب شرائین و کاهش جریان خون مغزی شده و این امر عامل سرگیجه باشد.

## روش‌های تشخیص علل سرگیجه
در این قسمت به برخی از روش‌های تشخیصی سرگیجه می‌پردازیم:
- معاینه کامل فیزیکی، به‌ویژه سر و گوش
- ادیومتری یا شنوایی سنجی
- تست‌های مربوط به سنجش عملکرد وستیبولار، مانند استفاده از صندلی چرخشی
- الکترونیستاگموگرافی (ENG)، که در آن الکترودهایی در بالا و پایین چشم فرزند شما قرار داده می‌شود تا حرکات سریع چشم ارزیابی شود (نیستاگموس).
- الکتروانسفالوگرافی، آزمایشی که به کمک آن فعالیت‌های الکتریکی مغز کودک شما اندازه‌گیری می‌شود.
- آزمایش خون
- آزمایش‌های تصویربرداری، مانند سی تی اسکن، اشعه ایکس یا MRI
- آزمایش‌های دهلیزی: چشمی که شامل بازی‌ها و ردیابی حرکات چشم می‌شود.
- ارزیابی دقت دینامیکی بینایی، که در آن بیمار سر خود را به آرامی تکان خواهد داد.
- ارزیابی هماهنگی و مهارت‌های حرکتی، از قبیل انجام حرکات خاص، لی لی کردن، پریدن، بالا و پایین رفتن با چشم باز و بسته

## درمان سرگیجه
اغلب داروهای آنتی هیستامین مانند دیمن هیدرینات و سیناریزین یا فنوتیازین‌ها مانند تی اتیل پرازین مصرف می‌شوند.
اما این داروها با تأثیر برهسته‌های دهلیزی در مغز وکاهش عملکرد ان مهم‌ترین فاکتور ریکاوری سرگیجه یعنی dynamic compensationرا از بین برده وبهبود سرگیجه خصوصاً در حالت حرکت را به تأخیر انداخته و متوقف می‌کنند. روش جدید و مؤثرتر توانبخشی سرگیجه یا VRT است.
در توانبخشی سرگیجه یا VRT روش‌های مختلفی بکار گرفته می‌شود که شخص بدون استفاده از دارو سرگیجه و عدم تعادل اش بهبود یابد.